# جينتيوبيوز

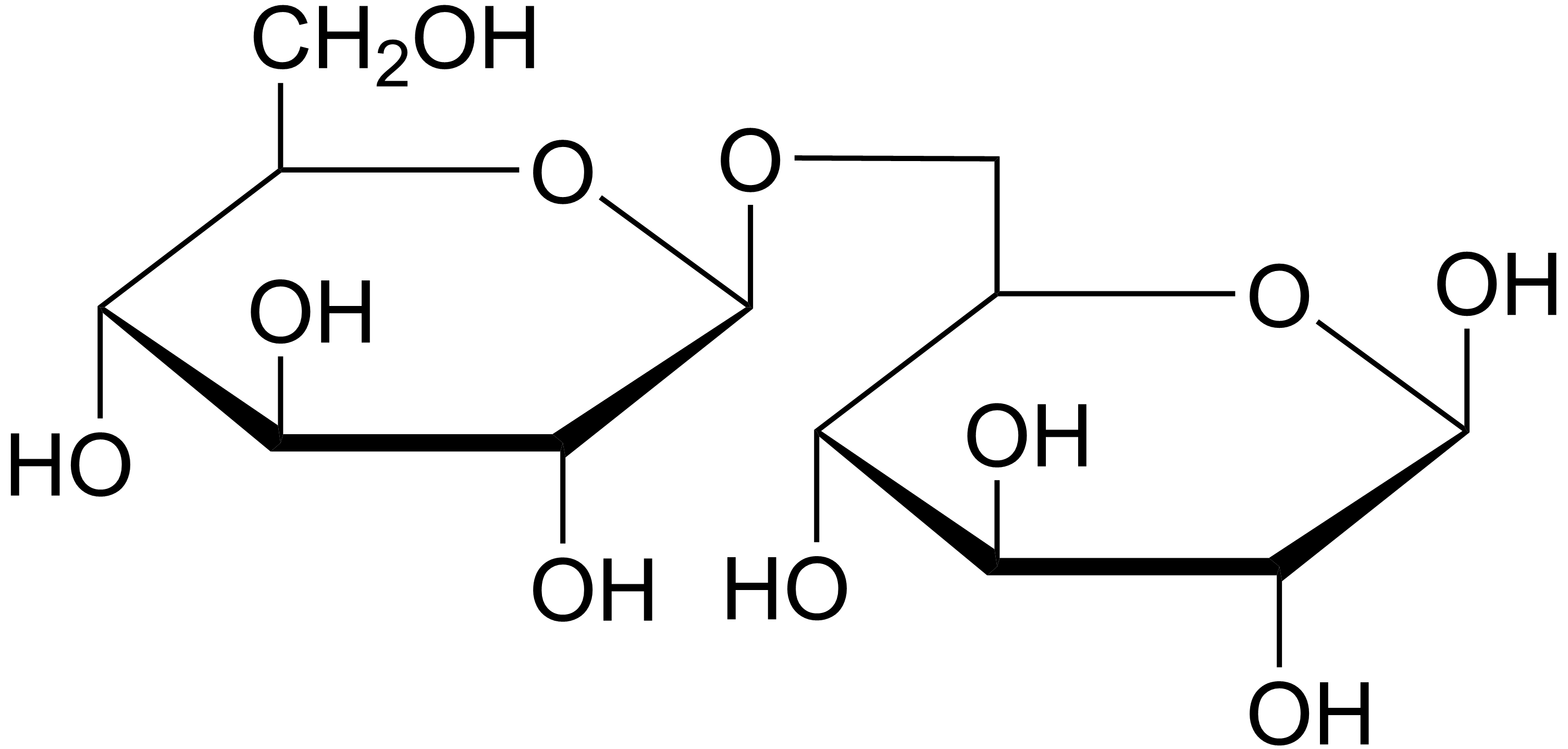
التمثيل الجزيئي للجينتيوبيوز

الجينتيوبيوز (بالإنجليزية: Gentiobiose)‏ عبارة عن سكر ثنائي ناتج عن اتحاد وحدتين من الغلوكوز برابطة من نوع (β(1->6
صيغته الجزيئية هي C12H22O11 وكثلته المولية تساوي 342.296غ/مول.
ينصهر الجينتيوبيوز عند درجة حرارة تتراوح بين 190 °C إلى 195 °C ونجده في تركيبة الكروسين وهي المادة الكيميائية التي تعطي للزعفران لونه.